# Meu Corpo, Minha Vida
Meu Corpo, Minha Vida é um documentário brasileiro de 2017 dirigido por Helena Solberg sobre o aborto no Brasil. Exibido no canal GNT, o filme está disponível na plataforma Globoplay.

## Sinopse
Meu Corpo, Minha Vidade mostra o trágica caso da carioca Jandyra Magdalena dos Santos, que morreu em 2014, aos 27 anos, em uma clínica clandestina no Rio de Janeiro, enquanto tentava interromper sua terceira gravidez. 

## Recepção da crítica
Stephanie Espindola do FIM CINE escreveu que "aos 80 anos, Helena Solberg entrega um documentário coeso, inteligente e poderoso".